# Munhoz (cantor)
Raphael Calux Munhoz Pinheiro, mais conhecido como Munhoz (Campo Grande, 20 de abril de 1986), é um cantor, compositor e instrumentista brasileiro, segunda voz da dupla sertaneja Munhoz & Mariano. Se destacando como violonista da dupla, nos shows costuma tocar também violão de doze cordas. Atualmente o cantor reside em Campo Grande, Mato Grosso do Sul.

## Biografia e carreira
Raphael Calux Munhoz Pinheiro, filho de Tânia Regina Cortez Calux e Fernando Sérgio Munhoz Pinheiro, ele que na época conhecido como "Frango", começou trabalhando em uma firma de licitação pública de sua mãe, além de estudar Administração Rural. No mundo da música, começou cantando por brincadeira. Munhoz era violonista de uma dupla sertaneja de sua cidade, Campo Grande, e acabou chamando seu amigo Mariano, na época conhecido como "Toiço", para ajudar a dupla. Com o tempo, os dois amigos "Toiço e Frango", decidiram formar sua própria dupla, Mariano como primeira voz e Munhoz como segunda voz. A dupla começou se apresentando em postos de gasolina e casas de shows, com salários que variavam de 150 a 350 reais por show, ou apenas 6 latinhas de cervejas
Após a mudança de nome para Munhoz & Mariano (antes se apresentavam como Ricardo & Raphael), a dupla foi chamada em 2011 para participar do Garagem do Faustão, quadro do programa Domingão do Faustão, e acabou conquistando o primeiro lugar com 35% dos votos, com a música "Sonho Bom".
Após a vitória no programa Domingão do Faustão, a dupla emplacou diversos hits como: "Eu Vou Pegar Você e Tãe", "Camaro Amarelo", "Balada Louca", "A Bela e o Fera", "Pantera Cor de Rosa" e "Copo na Mão", todas com um ritmo mais festivo do que a romântica "Sonho Bom".
Para alavancar mais o superhit "Camaro Amarelo", a dupla adquiriu dois Camaros amarelos, um para trabalho e outro para diversão. Um dos carros foi comprado só para fazer matérias e tirar fotos, enquanto Munhoz comprou um só para uso pessoal dele.
Mesmo com os ritmos festivos do sertanejo universitário ditando a dupla Munhoz & Mariano, a moda de viola é a grande paixão de Munhoz, e durante as apresentações ao vivo, Munhoz assume a primeira voz para cantar consagradas canções caipiras.
Embora Mariano tenha se consagrado por seus rebolados e danças sensuais, somente em meados de 2012 e 2013 que Munhoz começou a participar das coreografias provocantes das suas músicas.

## Discografia

### Ao lado de Mariano
- Munhoz & Mariano - 2009 (CD)
- Ao Vivo em Campo Grande - 2011 (CD e DVD)
- Ao Vivo em Campo Grande Vol II - 2012 (CD e DVD)
- Nunca Desista - Ao Vivo no Estádio Prudentão -  2014 (CD e DVD)
- Violada dos Munhoiz - 2017 (CD)
- #MeM10Anos - 2018 (EP)
- Buteco - 2019 (EP)
- Garagem - 2019 (EP)
- No Lago - 2019 (EP)